# Margot Lambert
Margot Lambert (* 15. März 1999 in Guilherand-Granges, Ardèche) ist eine französische Badmintonspielerin.

## Karriere
Lambert begann mit acht Jahren in Tahiti Badminton zu spielen und wurde 2012 in den Nachwuchskader der französischen Nationalmannschaft aufgenommen. Neben zwei Titeln bei den Romanian Juniors 2015 und einer Bronzemedaille bei der Mannschaftsjunioreneuropameisterschaft 2015 in Lubin zog sie in diesem Jahr bei den Riga International 2015 in ihr erstes internationales Endspiel ein. 2016 siegte Lambert jeweils im Einzel und Damendoppel bei den Portuguese Juniors und den Belgian Juniors und im Doppel bei den Polish Juniors, gewann in der Altersklasse U17 bei der Jugendeuropameisterschaft die Bronzemedaille und wurde im folgenden Jahr französische Juniorenmeisterin im Damendoppel. Mit der französischen Mannschaft wurde sie 2017 Europameisterin der Junioren.
An der Seite von Vimala Hériau erreichte sie das Finale der Greece Open 2018, wurde im Damendoppel mit Verlaine Faulmann bei der Französischen Meisterschaft 2018 Zweite und im Einzel Dritte. Bei der folgenden Ausgabe der offenen griechischen Meisterschaften triumphierte Lambert erstmals bei einem internationalen Turnier der Badminton World Federation und erspielte bei der nationalen Meisterschaft mit Faulmann eine weitere Bronzemedaille. 2020 erreichte Lambert die Endspiele der Estonian International 2020 und der Swedish Open 2020. Außerdem wurde sie mit Hériau französische Meisterin im Damendoppel und kam mit der französischen Damennationalmannschaft bei der Europameisterschaft in ihrem Heimatland unter die besten drei. Im nächsten Jahr siegte Lambert mit ihrer neuen Doppelpartnerin Anne Tran bei den Polish International 2021 und den Welsh International 2021 jeweils gegen die Inderinnen Treesa Jolly und Gayathri Gopichand. Außerdem zog sie mit Frankreich bei der Mannschaftseuropameisterschaft 2021 ins Finale ein, wo die Mannschaft gegen die Rekordmeister aus Dänemark unterlag. Bei den Französischen Meisterschaften 2022 erspielte sie mit Tran ihren zweiten nationalen Meistertitel im Damendoppel.

## Sportliche Erfolge
| Jahr | Veranstaltung                            | Platz | Disziplin   | Spielpartner      |
| ---- | ---------------------------------------- | ----- | ----------- | ----------------- |
| 2015 | Romanian Juniors 2015                    | 1.    | Damendoppel | Vimala Hériau     |
| 2015 | Romanian Juniors 2015                    | 1.    | Dameneinzel |                   |
| 2015 | Junioreneuropameisterschaft 2015         | 3.    | Mannschaft  | Frankreich        |
| 2015 | Riga International 2015                  | 2.    | Damendoppel | Vimala Hériau     |
| 2016 | Portuguese Juniors 2016                  | 1.    | Damendoppel | Vimala Hériau     |
| 2016 | Portuguese Juniors 2016                  | 1.    | Dameneinzel |                   |
| 2016 | Belgian Juniors 2016                     | 1.    | Damendoppel | Vimala Hériau     |
| 2016 | Belgian Juniors 2016                     | 1.    | Dameneinzel |                   |
| 2016 | Polish Juniors 2016                      | 1.    | Damendoppel | Vimala Hériau     |
| 2016 | Badminton-Jugendeuropameisterschaft 2016 | 3.    | Damendoppel | Vimala Hériau     |
| 2017 | French Juniors 2017                      | 1.    | Damendoppel | Léonice Huet      |
| 2017 | Französische Juniorenmeisterschaft 2017  | 1.    | Damendoppel | Vimala Hériau     |
| 2017 | Junioreneuropameisterschaft 2017         | 1.    | Mannschaft  | Frankreich        |
| 2018 | Greece Open 2018                         | 2.    | Damendoppel | Vimala Hériau     |
| 2018 | Irish Open 2018                          | 3.    | Damendoppel | Vimala Hériau     |
| 2018 | Latvia International 2018                | 3.    | Damendoppel | Vimala Hériau     |
| 2018 | Slovak Open 2018                         | 3.    | Damendoppel | Verlaine Faulmann |
| 2018 | Slovak Open 2018                         | 3.    | Mixed       | Mathieu Gangloff  |
| 2018 | Französische Meisterschaft 2018          | 2.    | Damendoppel | Verlaine Faulmann |
| 2018 | Französische Meisterschaft 2018          | 3.    | Dameneinzel |                   |
| 2019 | Greece Open 2019                         | 1.    | Damendoppel | Vimala Hériau     |
| 2019 | Dutch International 2019                 | 3.    | Mixed       | Eloi Adam         |
| 2019 | Portugal International 2019              | 3.    | Damendoppel | Vimala Hériau     |
| 2019 | Swedish Open 2019                        | 3.    | Damendoppel | Vimala Hériau     |
| 2019 | Französische Meisterschaft 2019          | 3.    | Damendoppel | Verlaine Faulmann |
| 2020 | Estonian International 2020              | 2.    | Damendoppel | Vimala Hériau     |
| 2020 | Swedish Open 2020                        | 2.    | Damendoppel | Vimala Hériau     |
| 2020 | Europameisterschaft 2020                 | 3.    | Mannschaft  | Frankreich        |
| 2021 | Polish International 2021                | 1.    | Damendoppel | Anne Tran         |
| 2021 | Welsh International 2021                 | 1.    | Damendoppel | Anne Tran         |
| 2021 | Europameisterschaft 2021                 | 2.    | Mannschaft  | Frankreich        |
| 2022 | Französische Meisterschaft 2022          | 1.    | Damendoppel | Anne Tran         |
| 2022 | Welsh International 2022                 | 1.    | Damendoppel | Anne Tran         |
| 2025 | Portugal International                   | 1.    | Damendoppel | Camille Pognante  |
| 2025 | Portugal International                   | 1.    | Mixed       | Grégoire Deschamp |